# 知的財産戦略会議
知的財産戦略会議（ちてきざいさんせんりゃくかいぎ）は、国家としての知的財産戦略を樹立し、政策を推進するために2002年2月25日の内閣総理大臣決裁により設置された会議。2002年7月に知的財産政策の基本方針である知的財産戦略大綱を決定した。
この会議は、内閣総理大臣、内閣官房長官、経済財政政策担当大臣兼情報通信技術（IT）担当大臣、科学技術政策担当大臣、総務大臣、法務大臣、外務大臣、財務大臣、文部科学大臣、厚生労働大臣、農林水産大臣及び経済産業大臣並びに有識者により構成される。座長は、有識者メンバーの阿部博之東北大学総長（当時）であった。
2003年1月に開催された第8回会合を最後に、知的財産戦略会議の役割は、知的財産戦略大綱に従い制定された知的財産基本法に基づいて2003年3月1日に設置された知的財産戦略本部に引き継がれた。